# Batalha de Mühldorf

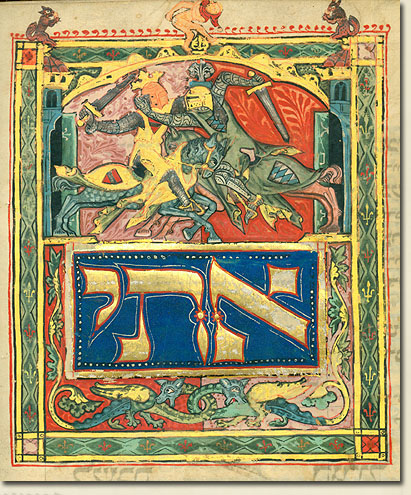
Frederico e Luís em combate, de Mahzor Tripartido

A Batalha de Mühldorf (também conhecida como Batalha de Ampfing) foi travada perto de Mühldorf am Inn em 28 de setembro de 1322 entre o Ducado da Baviera e a Áustria. Os bávaros eram liderados pelo rei alemão Luís de Wittelsbach, enquanto os austríacos estavam sob o comando de seu primo, o antirrei Frederico de Habsburgo.

## Antecedentes
O início do século XIV teve as poderosas dinastias de Habsburgo, Luxemburgo e Wittelsbach rivalizando pelo domínio sobre o Sacro Império Romano-Germânico, enquanto os príncipes-eleitores estavam ansiosos para não permitir que uma família nobre instalasse uma monarquia hereditária. Após a morte do imperador Henrique VII de Luxemburgo em 1313, o colégio eleitoral negou a sucessão de seu filho João da Boêmia e, em vez disso, concedeu seu favor a Luís de Wittelsbach e Frederico de Habsburgo, mas ficou dividido sobre a questão de quem escolher.
Portanto, em 1314, uma dupla eleição ocorreu em Frankfurt. Colônia, o eleitorado do Palatinado, Boêmia e o Ducado de Saxe-Vitemberga votaram em Frederico como Rex Romanorum. Mainz, arcebispado de Tréveris, Brandemburgo e o eleitor João II de Saxe-Lauemburgo (cuja dignidade eleitoral foi negada por seus primos Saxe-Vitemberga) adotaram Luís.
O empate resultou em um conflito prolongado com lutas violentas, nas quais ambos os lados tentaram obter o apoio das propriedades imperiais. Além disso, Luís teve que resolver a disputa doméstica com seu irmão, o conde palatino Rodolfo I (que havia votado contra ele), que finalmente terminou com a morte de Rodolfo em 1319. Enquanto isso, Frederico continuou suas campanhas na Baviera, devastando o ducado de Luís várias vezes sem encontrar muita resistência.

## Batalha
Em 1322, Frederico, encorajado por suas expedições anteriores, aliou-se ao bispo de Passau e ao arcebispado de Salzburgo. Suas forças armadas se reuniram em 24 de setembro perto de Mühldorf, no rio Inn, onde Frederico esperava a chegada de mais tropas da Áustria, lideradas por seu irmão Leopoldo.
A batalha não foi boa para os austríacos. Luís havia forjado uma aliança com João da Boêmia e o burgrave Frederico IV de Nuremberg e em 28 de setembro chegou a Mühldorf com um exército considerável, incluindo 1 800 cavaleiros e 500-600 arqueiros húngaros montados.  Enquanto isso, as tropas de socorro de Leopoldo foram impedidas de chegar ao campo de batalha a tempo. Apesar dessa situação desfavorável, Frederico concordou em encontrar os cavaleiros de Luís imediatamente. Seu exército foi derrotado pelas forças em menor número de Luís, com grandes perdas de ambos os lados. Mais de 1 000 nobres da Áustria e Salzburgo foram capturados, assim como o próprio Frederico e seu irmão mais novo, Henrique, o Amigável.

## Consequências
Embora Luís tenha prevalecido, seu título real permaneceu contestado, especialmente pelo papa João XXII e pelo irmão de Frederico, Leopoldo, que permaneceu um oponente feroz. Depois de três anos, Luís teve que libertar Frederico do cativeiro e se reconciliar com ele, até mesmo oferecendo-lhe um governo conjunto e o título de Rex Romanorum em troca de seu apoio para receber a coroa imperial. Nem a Casa de Wittelsbach nem os Habsburgos foram capazes de defender suas reivindicações ao título real, que após a morte de Luís em 1347 passou novamente para Carlos IV da Casa de Luxemburgo.